# Michael Ros
Michael Ros (Den Haag, 3 december 1981) is een voormalige Nederlandse voetballer die bij voorkeur speelde als verdediger.

## Carrière
Ros speelde bij ADO Den Haag, HFC Haarlem, K.v.v. Quick Boys, SVV Scheveningen en SVC '08.
Ros maakt zijn debuut bij ADO Den Haag op 31 augustus 2003. Hij moest spelen tegen FC Groningen en hij verloor de wedstrijd met 2-0. In 2019 beëindigt hij zijn voetbalcarrière bij SVC '08.